# Carlat
Carlat é uma comuna francesa na região administrativa de Auvérnia-Ródano-Alpes, no departamento de Cantal. Estende-se por uma área de 20,4 km². Em 2010 a comuna tinha 363 habitantes (densidade: 17,8 hab./km²).
- Le site OFFICIEL de la commune de Carlat